# Joven Bosnia
Joven Bosnia (Mlada Bosna) fue un movimiento revolucionario fundado por un grupo de jóvenes estudiantes en mayo de 1911 en la Provincia imperial de Bosnia y Herzegovina antes de la Primera Guerra Mundial. Solo un miembro de esta organización tuvo contactos con miembros de la organización serbia Unificación o Muerte conocida también como Mano Negra. El principal objetivo de la organización representaba la lucha por la liberación de Bosnia y Herzegovina del dominio austro-húngaro y su integración a Serbia para la creación de un estado nacional yugoslavo.
El grupo de la Joven Bosnia fue el que ejecutó el atentado contra el archiduque Francisco Fernando de Austria y su esposa, la condesa Sofía Chotek, en el llamado Atentado de Sarajevo, el cual se considera como el incidente que indirectamente desencadenó la Primera Guerra Mundial.

## Ideología
La Joven Bosnia se inspiró en una variedad de ideas, movimientos y eventos; como el romanticismo alemán, el anarquismo, el socialismo revolucionario ruso, Fyodor Dostoyevsky, Friedrich Nietzsche y la Batalla de Kosovo. El movimiento de la Joven Bosnia, se fundó como respuesta a la anexión austro-húngara de Bosnia y Herzegovina en 1908. Se promovieron varias motivaciones entre los diferentes miembros del grupo. Hubo miembros que promovieron los objetivos yugoslavos de la unificación de los eslavos del sur, en territorios ocupados por el Imperio Austro-húngaro, incluyendo Bosnia, dentro de una Yugoslavia. En aquel momento solo el Reino de Serbia era independiente. 

«Soy un yugoslavo nacionalista y lucho por la unificación de todos los yugoslavos bajo la forma de gobierno que fuere y para que se liberen de Austria».
Gavrilo Princip
—Su declaración durante el juicio.

## Miembros
Los miembros eran predominantemente estudiantes escolares, principalmente serbios de Bosnia (incluidos los musulmanes serbios), pero también musulmanes bosnios y croatas bosnios. Alguno de sus miembros fueron Gavrilo Princip, Trifko Grabež, Nedeljko Čabrinović y Danilo  Ilić. También compuesta por musulmanes como Muhamed Mehmedbašić. 
Ivo Andric, Premio Nobel de Literatura en 1961, en su juventud se hizo miembro del movimiento de la Joven Bosnia. Durante la Primera Guerra Mundial fue detenido por las autoridades austriacas debido a sus actividades políticas revolucionarias, primero en Šibenik, y luego en Maribor, donde permaneció hasta marzo de 1915. Tras su liberación, fue confinado en Ovčarevo y Zenica. Otros grandes novelistas y políticos revolucionarios que pertenecieron a la Joven Bosnia fueron Petar Kočić. Entre las reformas que Kočić exigió fueron la libertad de prensa y la libertad de reunión, que fueron denegadas a los serbios bajo el dominio de Austria-Hungría del gobernador de Bosnia, Oskar Potiorek.

## Legado
El Museo de la Joven Bosnia se construyó en el período de la República Federal Popular de Yugoslavia en 1953, en el lugar donde tuvo lugar el magnicidio.